# Marina Tchebourkina
Marina Tchebourkina (russisk: Марина Николаевна Чебуркина, tr. Marina Nikolajevna Tjeburkina; født 6. marts 1965 i Moskva, Rusland) er en fransk-russisk koncertorganist og musikforsker. Hun er specialist i fransk barokorgelmusik med historisk orienteret fremførelse og kendt som ambassadør for russisk orgelmusik i Europa. Flere værker er tilegnet hende af nutidige russiske komponister.

## Historie
Tchebourkina gennemførte højere musikstudier på Tjajkovskij Konservatoriet i Moskva og har en doktorgrad i orgel og musikvidenskab. Blandt hendes undervisere på konservatoriet var Galina Jegiazarova, Leonid Roizman, Jurij Kholopov, Jelena Sorókina og Jurij Butsko.
Fra 1992 til 1994 anvendte Tchebourkina et fransk stipendium til videre studier af fransk og tysk musik hos Marie-Claire Alain, Michel Chapuis, Louis Robilliard og Harald Vogel.
Fra 1996 til 2010 var Tchebourkina organist ved Chapelle Royal i Versailles.
Siden 2006 har Tchebourkina været medlem af den nationale kommission for bevarelse af kulturarven under det franske kulturministerium.
Tchebourkina har siden 2010 arbejdet ved Tjajkovskij Konservatoriet i Moskva, hvor hun holder forelæsninger, deltager i videnskabelige konferencer og sidder i juryen for internationale konkurrencer og som ekspert inden for orgelbygning.
Siden 2013 har Tchebourkina været videnskabelig medarbejder ved Sorbonne universitetet i Paris og koordinator for "Orgel, kunst og videnskab".

## Videnskabelige grader
1994: Ph.D., Musikvidenskab. Tema: Olivier Messiaens orgelmusik.
2013: Dr. Habil. (Postdoc) i musikvidenskab. Tema: Den franske orgelbarokmusik: Musik, orgelbygning og fortolkning.

## Udmærkelser
2005: Ridder af Kunst og Litteraturordenen (Chevalier de l'Ordre des Arts et des Lettres) (Frankrig).

## Diskografi
Fra Natives Éditions

### Fransk orgelmusik: Kongens organister og deres samtidige
- Claude Balbastre à Saint-Roch / Claude Balbastre i Saint-Roch. Marina Tchebourkina og Michel Chapuis / Det historiske orgel i St. Roch-kirken, Paris. 2-CD set. — 2002. (EAN 13 : 3760075340018)
- Du Roy-Soleil à la Révolution, l’orgue de la Chapelle royale de Versailles / Fra Solkongen til revolutionen, Orgelet i Chapelle Royale i Versailles. Marina Tchebourkina. — 2004. (EAN 13 : 3760075340032)
- Louis Claude Daquin, l’œuvre intégrale pour orgue / Louis Claude Daquin, Komplette orgelværker. Marina Tchebourkina / Orglet i Chapelle Royale i Versailles. — 2004. (EAN 13 : 3760075340049)
- Louis Marchand, l’œuvre intégrale pour orgue / Louis Marchand, Komplette orgelværker. Marina Tchebourkina / Orglet i Chapelle Royale i Versailles. 2-CD set. — 2005. (EAN 13 : 3760075340056)
- François Couperin, l’œuvre intégrale pour orgue / François Couperin, Komplette orgelværker. Marina Tchebourkina / Orglet i Chapelle Royale i Versailles. 2-CD set. — 2005. (EAN 13 : 3760075340063)
- Jean-Jacques Beauvarlet-Charpentier, œuvres pour orgue / Jean-Jacques Beauvarlet-Charpentier, Orgelværker. Marina Tchebourkina / Det historiske orgel i Sainte-Croix, Bordeaux, Frankrig. 2-CD set. — 2007. (EAN 13 : 3760075340087)
- Gaspard Corrette, l’œuvre intégrale pour orgue / Gaspard Corrette, Complete organ works. Marina Tchebourkina / Det historiske orgel i Saint-Michel-en-Thiérache, Frankrig. — 2009. (EAN 13 : 3760075340100)
- Nicolas de Grigny, l’œuvre intégrale pour orgue / Nicolas de Grigny, Komplette orgelværker. Marina Tchebourkina / Det historiske orgel i Saint-Michel-en-Thiérache og Sainte-Croix, Bordeaux, Frankrig. 2-CD set. — 2015. (EAN 13 : 3760075340148)
- Jean Adam Guilain, l’œuvre intégrale pour orgue / Jean Adam Guilain, Komplette orgelværker. Marina Tchebourkina / Det historiske orgel i Saint-Michel-en-Thiérache, Frankrig. – 2016. (EAN 13 : 3760075340155)
- Pierre Du Mage, Louis Nicolas Clérambault, l’œuvre intégrale pour orgue / Pierre Du Mage, Louis Nicolas Clérambault, Komplette orgelværker. Marina Tchebourkina / Det historiske orgel i Saint-Michel-en-Thiérache, Frankrig. – 2019. (EAN 13 : 3760075340179)

### Russisk orgelmusik
- Deux siècles de musique russe pour orgue / To århundreders russisk musik for orgel. Marina Tchebourkina / Det historiske orgel St. Sulpice, Paris. 2-CD set. — 2003. (EAN 13 : 3760075340025)
- Youri Boutsko, Grand cahier d’Orgue / Youri Boutsko, Great organ notebook. Marina Tchebourkina / Det historiske orgel i St. Etienne-kirken, Caen, Frankrig. — 2010. (EAN 13 : 3760075340117)
- Dmitri Dianov, l’Îlot, œuvres pour orgue / Dmitri Dianov, Øen, orgelværker. Marina Tchebourkina / Det historiske orgel i St. Etienne-kirken, Caen, Frankrig. — 2010. (EAN 13 : 3760075340124)
- Youri Boutsko, Deuxième Grand cahier d’Orgue : Images russes, Tableaux, Légendes, Histoires véridiques et invraisemblables / Youri Boutsko, Second Great Organ Notebook: Russian Images, Pictures, Legends, True and Unbelievable Stories (dedicated to Marina Tchebourkina). Marina Tchebourkina / Orglet i St. Martin-kirken, Dudelange, Luxembourg. — 2016. (EAN 13 : 3760075340162)

## Udvalgte bøger
- Tchebourkina M. N. Den franske orgel Barokkunst: Musik, Orgel bygning, Fortolkning. — Paris : Natives, 2013. — 848 p. (ISBN 978-2-911662-10-2). Orig. titel: Французское органное искусство Барокко: Музыка, Органостроение, Исполнительство.
- Tchebourkina M. Den Orgel for det kongelige kapel i Versailles, Tre århundreders historie. — Paris : Natives, 2010. — 256 p. (ISBN 978-2-911662-09-6) Orig. titel: L’Orgue de la Chapelle royale de Versailles, Trois siècles d’histoire.
- Tchebourkina M. N. (kommenteret oversættelse på russisk). Olivier Messiaen. Teknikken med min musikalske sprog. — Moskva: Greko-latinski kabinet Yu. A. Shichalina, 1995. — 128 p. (ISBN 5-87245-010-9). Orig. titel: Оливье Мессиан. Техника моего музыкального языка (комментированный перевод).